# دان كينيدي
دان كينيدي (بالإنجليزية: Dan Kennedy)‏ (و. – م) هو سياسي، من الولايات المتحدة الأمريكية، هو عضوٌ في الحزب الجمهوري.

## مناصب
تولى منصب عضو مجلس النواب مونتانا.